# Izida Cup 2013
L'Izida Cup 2013 è stato un torneo di tennis facente parte della categoria ITF Women's Circuit nell'ambito dell'ITF Women's Circuit 2013. Il torneo si è giocato a Dobrič in Bulgaria dal 16 al 22 settembre 2013 su campi in terra rossa e aveva un montepremi di $25,000.

## Vincitrici

### Singolare
Patricia Mayr-Achleitner ha battuto in finale  Cristina Dinu con il punteggio di 6–1, 6–2

### Doppio
Xenia Knoll /  Teodora Mirčić hanno battuto in finale  Isabella Šinikova /  Dalija Zafirova con il punteggio di 7–5, 7–6(5)